# Chremetes
Chremetes var en flodgud i grekisk mytologi. Han bodde i floden Chremetes i västra Libyen i norra Afrika och var förmodligen son till titanerna Okeanos och Tethys.
Han hade en dotter som hette Anchirhoe.